# گسل عطاری
گسل عطاری از حدود ۲۵ کیلومتری شرق سمنان آغاز شده و به سمت شرق تا حوالی روستای قوشه ادامه می‌یابد. این ساختار خطی نوعی گسل شمال‌شرقی–جنوب‌غربی با شیب به سمت جنوب‌شرق و نوعی گسل بنیادی است که از زمان کامبرین تا کرتاسه پسین بر حوضه‌های رسوبی دو سوی خود اثرگذار بوده‌است. نقش این گسل به گونه‌ای است که می‌توان آن را جداکننده دو پهنه ساختاری–رسوبی البرز و ایران مرکزی دانست. برخی دیگر از زمین‌شناسان مانند بربریان، گسل عطاری را نوعی راندگی کوتاه به طول ۳۲٫۵ کیلومتر می‌دانند که سبب راندگی سنگ‌های سازند کرج (از سوی جنوب) بر روی کنگلومرا، ماسه‌سنگ و مارن‌های ژیپس‌دار میوسن و کنگلومرا و ماسه‌سنگ‌های پلیوسن–پلیستوسن (در شمال) شده‌است. هیچ‌گونه داده لرزه‌خیزی از گسل عطاری در دسترس نیست.